# 🇸🇨
🇸🇨 is een Unicode vlagsequentie emoji die gebruikt wordt als regionale indicator voor Seychellen. De meest gebruikelijke weergave is die van de vlag van Seychellen, maar op sommige platforms (waaronder Microsoft Windows) ziet men de letters SC.
De vlagsequentie is opgebouwd uit de combinatie van de Regional Indicator Symbols 🇸 (U+1F1F8) en 🇨 (U+1F1E8), tezamen de ISO 3166-1 alpha-2 code SC voor Seychellen vormend.
Deze emoji is in 2010 geïntroduceerd met de Unicode 6.0-standaard.

## Gebruik

De landsvlag van Seychellen

Deze emoji wordt gebruikt als regionale aanduiding van Seychellen.

## Codering

De Emoji One-implementatie

### Unicode
In Unicode vindt men de 🇸🇨 met de codesequentie U+1F1F8 U+1F1E8 (hex).

### Shortcode
Er zijn shortcodes  voor 🇸🇨; in Github kan deze opgeroepen worden met :seychelles:,  in Slack kan het karakter worden opgeroepen met de code :flag-sc:.